# Neue Westfälische

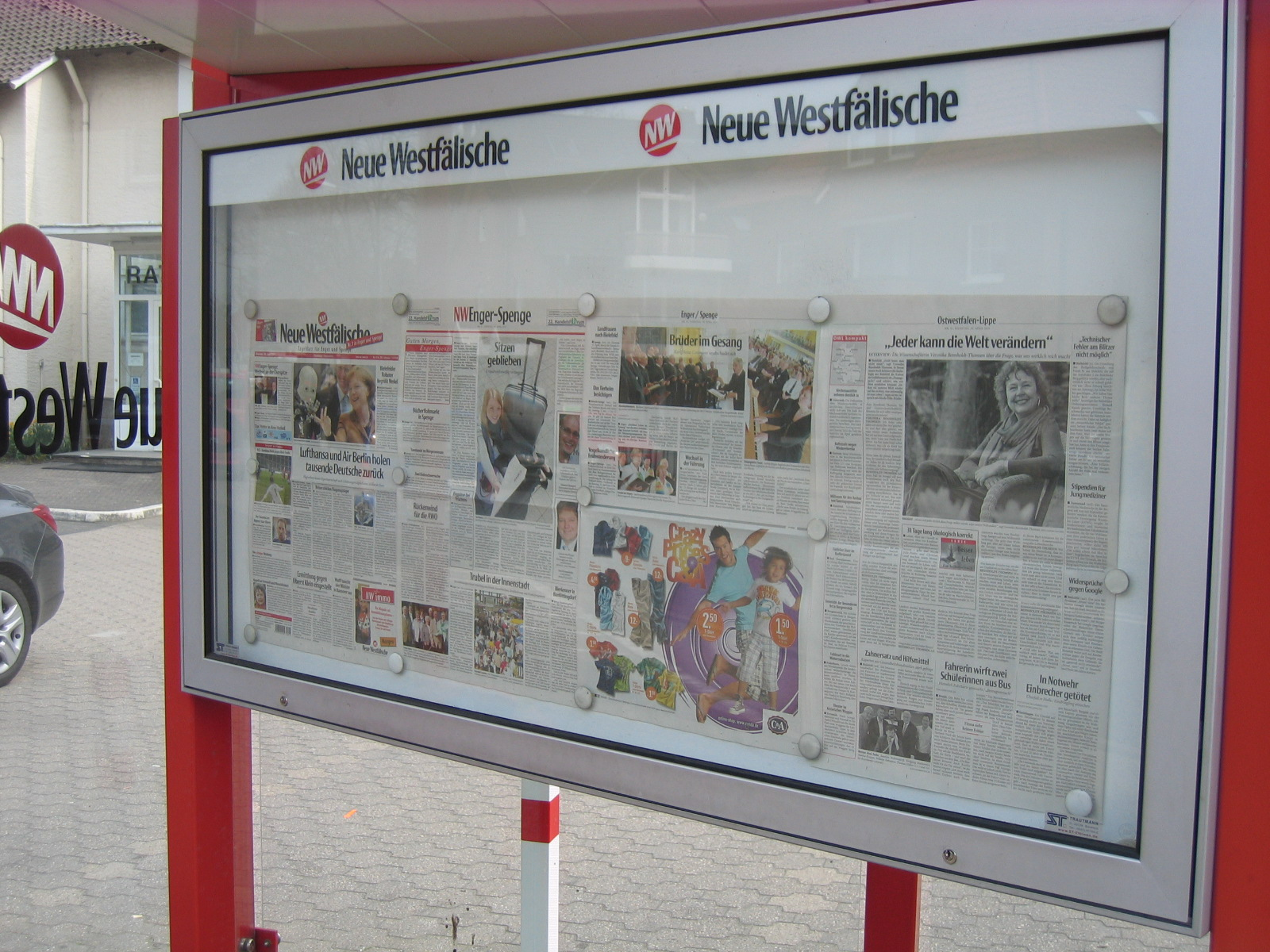
Uppsatt exemplar av Neue Westfälische i Spenge, Nordrhein-Westfalen.

Neue Westfälische (NW) är en tysk regional abonnemangsdagstidning för östra Nordrhein-Westfalen, regionen Ostwestfalen-Lippe (administrativt ungefär motsvarande Regierungsbezirk Detmold). Huvudredaktionen ligger i Bielefeld. Tidningen ägs sedan 2015 till 100% av Deutsche Druck- und Verlagsgesellschaft, det tyska socialdemokratiska partiet SPD:s medieholdingbolag, efter att även tidigare haft en SPD-dominerad ägarstruktur. Den totala upplagan för alla lokala utgåvor uppgick till 217 773 sålda tryckta exemplar dagligen under 2:a kvartalet 2016, en total minskning med 17 procent sedan 1998. Omkring 90 procent av de sålda exemplaren utgörs av abonnemang.

## Historia
Tidningens första föregångare var Öffentlichen Anzeigen des Distriktes Bielefeld, grundad 1811. Den nuvarande tidningen uppstod 1967 genom sammanslagningen av Westfälische Zeitung med Freie Presse. En annan föregångare var Volkswacht, som gavs ut i Bielefeld mellan 1830 och 1933.

## Lokalutgåvor
NW utkommer i flera lokalutgåvor: Bad Oeynhausener Kurier, Bielefelder Tageblatt i sex olika utgåvor, Bünder Tageblatt, Gütersloher Zeitung, Herforder Kreisanzeiger, Kreiszeitung für Höxter und Warburg, Löhner Nachrichten, Paderborner Kreiszeitung, Tageblatt für Enger und Spenge och Zeitung für den Altkreis Lübbecke. Stora delar av det regionala och nationella redaktionella materialet, den så kallade manteln, delas dessutom med Lippische Landes-Zeitung i  Detmold och Haller Kreisblatt i Halle (Westf.).